# Солигалич
Солига́лич (др.-рус. Соль Галичьская) — город (с 1389) в Костромской области, административный центр Солигаличского района. Образует городское поселение город Солигалич.
Солигалич расположен в верхнем течении реки Костромы (левый приток Волги), на Галичской возвышенности (в западу от Северных Увалов, приурочена к тектоническому поднятию — Солигаличско-Сухонскому мегавалу) в 95 км к северу от железнодорожного узла Галич, в 216 км к северо-востоку от Костромы. C начала 1960-х годов в городе существует станция Монзенской железной дороги. Бальнеогрязевой курорт (с 1841 года). Является самым северным городом Центрального федерального округа.
Население — 5534 чел. (2021).
Главное предприятие современного Солигалича — Солигаличский известковый комбинат.
Солигалич занял 4 место среди 50 малых городов России, особенно популярных у иностранных и отечественных туристов, согласно рейтингу, опубликованному 19 июня 2014 года Всероссийским порталом для путешественников Travel.ru.
Город входил в Перечень исторических городов России 2002 года, в новом Списке 2010 года отсутствует. В ноябре 2019 года включён в перечень исторических поселений регионального значения, утверждённый Костромской областной Думой.

## Название
По мнению лингвиста Н. М. Шанского, нехарактерная для русского языка буква «и» на стыке двух корней появилась в результате сокращения старого имени фразеологического характера Соли Галичские.

## Климат
| Показатель                    | Янв.  | Фев.  | Март  | Апр. | Май  | Июнь | Июль | Авг. | Сен. | Окт. | Нояб. | Дек.  | Год   |
| ----------------------------- | ----- | ----- | ----- | ---- | ---- | ---- | ---- | ---- | ---- | ---- | ----- | ----- | ----- |
| Абсолютный максимум, °C       | 6,2   | 5,8   | 16,9  | 27,8 | 31,2 | 35,1 | 36,4 | 35,5 | 29,6 | 23   | 10    | 7,2   | 36,4  |
| Средний суточный максимум, °C | −8,1  | −7,3  | −0,1  | 8,5  | 16,7 | 21,4 | 23,6 | 20,6 | 17,4 | 13,3 | −2    | −6,8  | 7,4   |
| Средняя температура, °C       | −11,6 | −11   | −5    | 3,2  | 10,5 | 15,5 | 18   | 15,7 | 9,6  | 3    | −4    | −9    | 2,9   |
| Средний суточный минимум, °C  | −15,3 | −15   | −9    | −1,8 | 4,1  | 9,2  | 12,6 | 9,2  | 5    | −1   | −7    | −12,5 | −1,8  |
| Абсолютный минимум, °C        | −52,8 | −49,8 | −36,5 | −26  | −9,3 | −3,1 | 1    | −3,4 | −10  | −21  | −38   | −48   | −52,8 |
| Норма осадков, мм             | 36    | 28    | 29    | 34   | 50   | 73   | 79   | 70   | 63   | 54   | 45    | 39    | 600   |
| Источник: Retsreen            |       |       |       |      |      |      |      |      |      |      |       |       |       |

## История
Дремучие южнотаёжные леса северо-западной части современной Костромской области в верхнем течении реки Костромы, где ныне расположен Солигалич, до прихода славян (первоначально — новгородских ушкуйников) были заселены финно-угорским племенем меря.
Город упоминается в летописях с 1335 года как Со́ль Га́личьская. «Соль» указывает на существование на этом месте соляных промыслов, а «Галичьская (Галицкая)» — на принадлежность к Галичскому княжеству со столицей в лежащем южнее Галиче Мерьском. Хотя соляной промысел, как и само поселение, возникли ранее, его упоминал в духовной грамоте Иван Калита.
Местная легенда, описанная в «Летописце Воскресенского монастыря» связывает его возникновение с основанием Воскресенского монастыря, святое место для которого было найдено Галичским князем Фёдором Семёновичем рядом с соляными источниками в лесных дебрях на берегу реки Костромы в соответствии с прекрасным пасхальным видением столпа небесного света, однако неизвестно никаких иных сведений о существовании князя Фёдора Семёновича Галичского, поэтому данная информация, ровно как и дата 1335 год ставилась под сомнение ещё Н. М. Карамзиным.
В середине XIV века в составе Галичского княжества вошёл во владения московских князей, в 1450 году окончательно присоединён к Москве и оказался на восточной границе Московского княжества. По этому случаю город укрепили — в начале XVI века на левом берегу Костромы построили деревянную крепость на земляном валу. Окружность его доходит до 405 метров, высота его около 8 метров. Он был окружён с трёх сторон рвом, который был особым рукавом реки Костромы, текущей по западной стороне вала. На валу в прежнее время была деревянная стена, шесть башен и двое ворот: Спасские и Дмитровские. При первых находилась опальная тюрьма под башнею, под собором (Успенская церковь внутри крепости) хранилась церковная казна. Детинец быстро пригодился — в 1532 году крепость выдержала осаду казанских татар. Согласно преданию, им не удалось захватить городище из-за чудесного явления. За деревянной крепостной стеной произошло явление всадника монаха в «огненной одежде», скакавшего на белом коне. Всадник скакал среди вражеских рядов татар, иногда внезапно появляясь и возвращаясь на боевую башню города Солигалича. Испуганные татары бежали в страхе от увиденного, в суматохе давя своих войнов. Победа пришла на третий день. Горожане узнали на иконе своего святого небесного заступника Макария Унженского из Успенского деревянного храма внутри городища на валу. До сих пор чудом сохранилась чудотворная скульптура XVIII века Макария Унженского из церкви Успения, которая находилась внутри земляного вала крепости, где после этих событий построили особый придел во имя Макария. Во время осады солигаличане кипятили воду и смолу в толстостенных двадцативедёрных котлах-кипелицах, один из которых по сей день хранится в запасниках местного краеведческого музея. Изготовили его местные мастера, которые в мирное время клепали огромные сковородки для выпаривания соли. Даже и железо выплавили из местной болотной руды. Говорят, что этот котёл за пятьсот без малого лет почти не заржавел, а все оттого, что изготовлен был из очень чистого железа без примесей серы, фосфора и углерода. В точности, как знаменитая железная колонна из Дели, которая не ржавеет уже полторы тысячи с лишним лет. Также Солигалич неоднократно подвергался нападениям черемисов, а в Смутное время — польско-литовских интервентов. Однако сам город продолжал развиваться на правом берегу реки, соединённом с крепостью мостом.
Как и многие другие дошедшие до наших дней города Русского государства, Солигалич удачным образом оказался на важном речном торговом пути — из Волги вверх по Костроме и Сухоне в Тотьму (также древний центр солеварения), далее через Северную Двину на единственный в тот период русский морской порт Архангельск. В сочетании с развитым в городе соляным промыслом, одним из самых известных и выгодных, это означало огромные богатства.
XVII век был эпохой процветания города, благополучие которого составляли соль и известь.
В 1609 году в Солигаличе было учреждено воеводство, с 1708 года — в составе Архангелогородской губернии, с 1778 года — уездный город Костромской губернии. Город получил герб, изображающий в верхнем поле костромской герб, в нижнем поле — три стопки соли на золотом поле, означающие, что в этих местах издавна были соляные варницы.
Долгое время Солигалич был одним из крупнейших центров соледобычи в стране, имевшем первостепенное значение. Владельцами соляных варниц (их в городе было не меньше 65) были не только монастыри, но и князья, бояре и даже посадские люди. Уже в XVII веке в городе началось каменное строительство, что является верным признаком богатства. Строить было вдвойне сподручней, так как в Солигаличе издавна разрабатывались каменоломни, в которых добывался белый камень-известняк, обжигавшийся на известь. В 1808 году деревянный город практически полностью уничтожил пожар, его отстраивали заново.
Массовое солеварение прекратилось в 1823 году, так как к этому времени были обнаружены залежи соли в других местах, где процесс её получения был намного проще. К середине 19 века получают развитие изготовление дёгтя и кузнечный промысел, причём железо было не привозное, а местное, добываемое из окружаемых город болот. С начала XX века активно развивается лесная промышленность.
В 1841 году купец Василий Кокорев открыл на месте бывших соляных месторождений водолечебницу, минеральные воды которой в 1858 году исследовал известный химик и выдающийся композитор Александр Порфирьевич Бородин. Выводы, изложенные в брошюре Бородина «Солигаличские соляно-минеральные ванны», послужили открытию лечебного курорта, который существует и поныне на территории парка площадью четыре с половиной гектара. Основным медицинским профилем являются: заболевания опорно-двигательного аппарата, заболевания нервной системы, гинекологические заболевания, кожные заболевания (псориаз, экзема, нейродермит и др.); дополнительным — детский церебральный паралич.
Город имеет историческую радиально-кольцевую планировку, центральную (Красную) площадь. Улицы застроены в основном деревянными домами со светёлками, фронтонами, нарядными резными балконами, подзорами, наличниками, что позволяет отнести его к ценнейшим памятникам градостроительного искусства. На улицах Солигалича попадаются подлинные шедевры народного искусства резьбы по дереву. Неповторимые узоры наличников, особый орнамент балкончиков и крылечек создают впечатление театральной декорации.
В городе имеется 61 памятник архитектуры, в том числе одиннадцать памятников федерального значения и 50 памятников местного значения. Уникальной сокровищницей является краеведческий музей имени Геннадия Невельского. А также имеется старейший в России санаторий имени Бородина.
К концу 1850-х годов (перед отменой крепостного права) в городе проживало 60 потомственных (33 мужчины, 27 женщин) и 41 личный (24 мужчины, 17 женщин) дворян. В этот же период белое духовенство насчитывало 198 человек (93 мужчины, 105 женщин). Купеческое сословие насчитывало 226 человек (126 мужчин, 100 женщин).
В конце 1860-х годов в городе проживало 2988 жителей, в том числе 1296 мужчин и 1692 женщины. Более половины городского населения (51,5 %) составляли мещане — 1539 человек. В это же время в городе проживало 146 потомственных (65 мужчин, 81 женщина) и 51 личный (29 мужчин, 23 женщины) дворян, 134 лица купеческого сословия (66 мужчин, 68 женщин).
По переписи 28 января 1897 года в Солигаличе было 3420 жителей. К концу XIX века количество мещанского сословия в городе сократилось до 1478 человек (43,2 %). Дворянское сословие было представлено 64 потомственными (32 мужчины, 32 женщины) и 201 личным (92 мужчины, 109 женщин) дворянами. Купеческое сословие насчитывало 146 человек (66 мужчин, 80 женщин). Кроме того, в городе проживало 1182 крестьянина (571 мужчина, 611 женщин).
Дореволюционное сельское население Солигаличского уезда составляло несколько десятков тысяч жителей (от 60 тыс. до 90 тыс.).
Подавляющее большинство населения города на начало XX века было православным (99,2 %).
В годы Первой мировой войны многие солигаличане сражались в составе 322-го Солигаличского пехотного полка 81 пехотной дивизии. Особо отличились русские дивизии и Солигаличский полк в Белоруссии под Сморгонью. «Кто под Сморгонью не бывал, тот войны не видал» — говаривали тогда солдаты. 1 августа 2013 года рядом с храмом Петра и Павла был установлен памятный крест, увековечить память воинов Солигаличского полка, сохранивших веру и верность Царю и Отечеству.
В 2014 году в Солигалич приехала группа кинокомпании «КиноАртель» во главе с режиссёром Дмитрием Александровичем Тихомировым для съёмок документального фильма «Тихая моя родина — Солигалич».

## Население
| 1856  | 1897  | 1913  | 1926  | 1931  | 1939  | 1959  | 1970  | 1979  | 1989  | 1992  | 1996  |
| ----- | ----- | ----- | ----- | ----- | ----- | ----- | ----- | ----- | ----- | ----- | ----- |
| 2700  | ↗3400 | ↗4000 | ↘3500 | ↘3400 | ↗5400 | ↗5773 | ↗6701 | ↗7134 | ↗7456 | ↗7500 | ↘7300 |
| 1998  | 2000  | 2001  | 2002  | 2003  | 2005  | 2006  | 2007  | 2008  | 2009  | 2010  | 2011  |
| ↘7200 | ↘7000 | →7000 | ↘6996 | ↗7000 | ↘6600 | ↘6500 | ↘6300 | ↘6136 | ↗6225 | ↗6438 | ↘6400 |
| 2012  | 2013  | 2014  | 2015  | 2016  | 2017  | 2018  | 2019  | 2020  | 2021  |       |       |
| ↘6272 | ↘6144 | ↘6129 | ↘6012 | ↗6023 | ↘5976 | ↗5998 | ↘5940 | ↘5918 | ↘5534 |       |       |

На 1 января 2025 года по численности населения город находился на 1063-м месте из 1124 городов Российской Федерации.
Национальный состав
По итогам переписи населения 2020 года проживали следующие национальности (национальности менее 0,1 % и другое, см. в сноске к строке «Другие»):

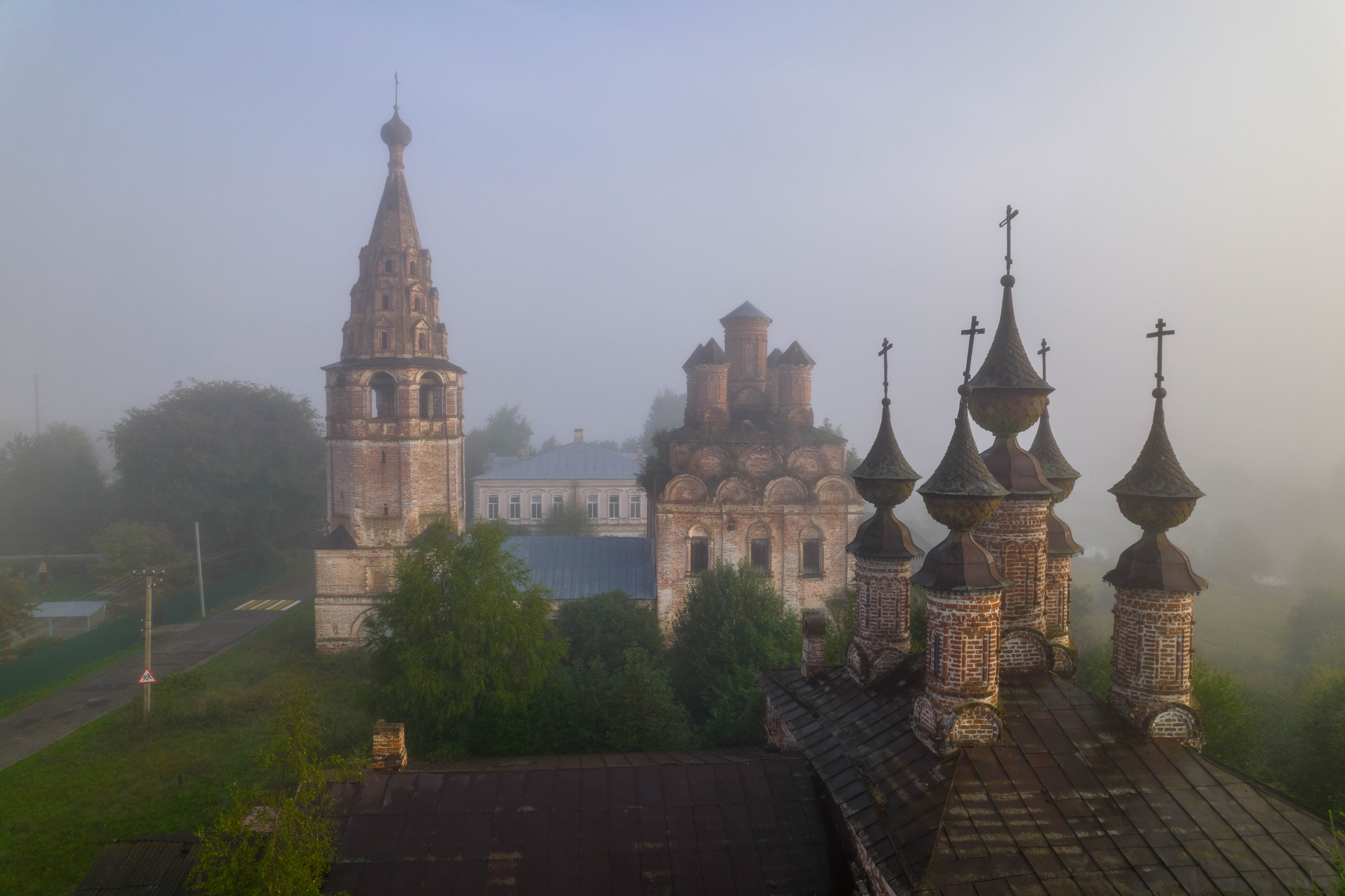
Воскресенский монастырь. Август 2021 год.

| Национальность | Численность, чел. | Доля     |
| -------------- | ----------------- | -------- |
| Русские        | 5405              | 97,67 %  |
| Украинцы       | 8                 | 0,14 %   |
| Узбеки         | 8                 | 0,14 %   |
| Другие         | 113               | 2,05 %   |
| Итого          | 5534              | 100,00 % |

## Основные достопримечательности

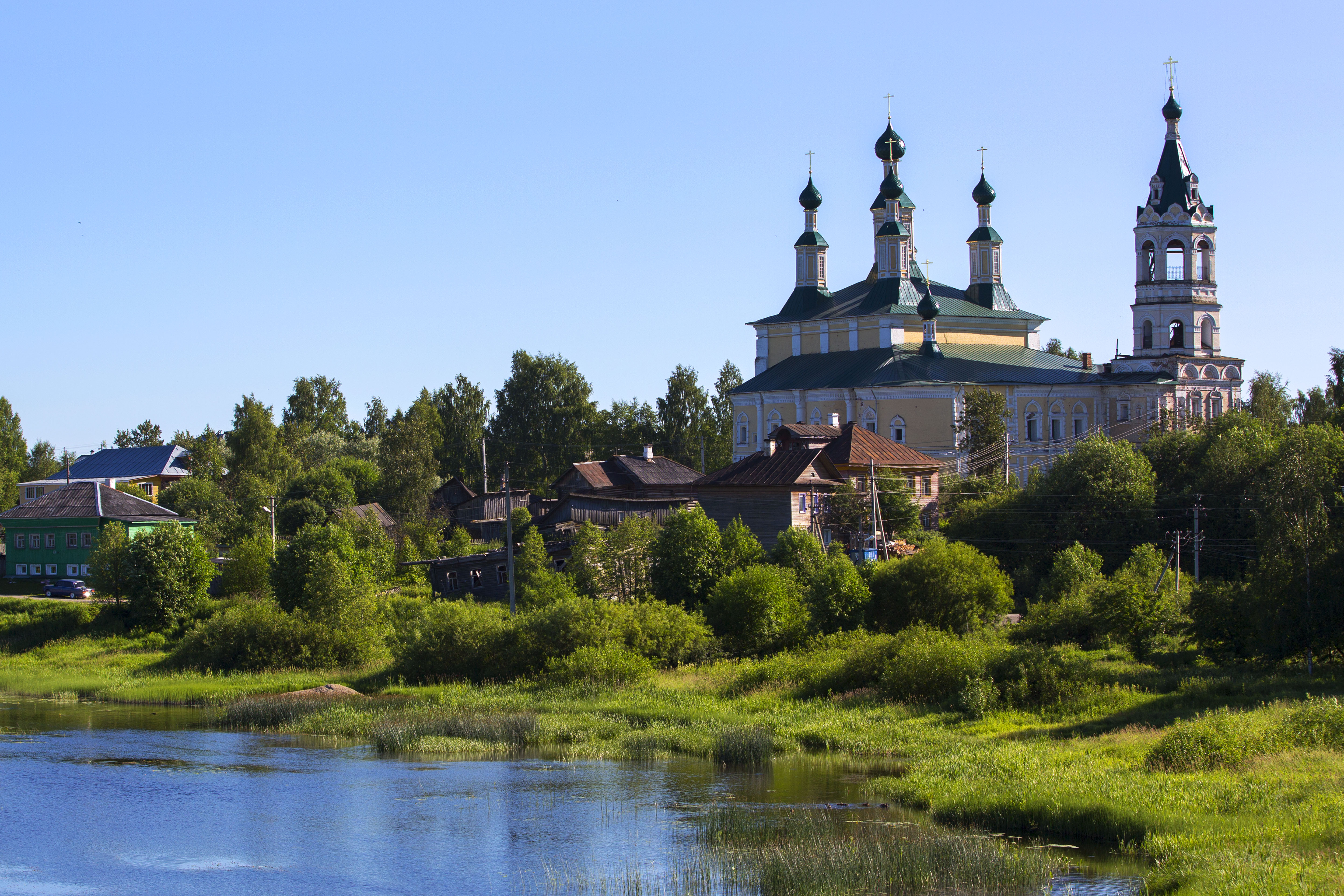
Собор Рождества Пресвятой Богородицы

- Церковь Николы на Наволоке (1688) — с советского времени стоит обезглавленной.
- Церковь Преображения (1821).
- Входоиерусалимская церковь (1804).
- Церковь Петра и Павла (1825).
- Крестовоздвиженский (Борисоглебский) собор (1816).
- Воскресенский монастырь.
- Рождественский монастырь.
- Здания деревянных торговых рядов.
- Соляной колодец — Расположен на территории санатория им. А. П. Бородина.
- Монзенская железная дорога — одна из крупнейших в России ведомственных железных дорог.
- Нероново — бывшая усадьба Черевиных в Солигаличском районе. Портреты владельцев усадьбы написаны Г. С. Островским.
- Обнажения пород пермского периода.
- Памятник природы «Лесопарк Сидориха и Катково», а также другие многочисленные природные и культурные достопримечательности.

## СМИ
Телеканалы
Областной телеканал «Русь» вещает в аналоговом режиме на 26 ТВК.
Пресса
Общественно-политическая газета «Солигаличские вести»

## Галерея

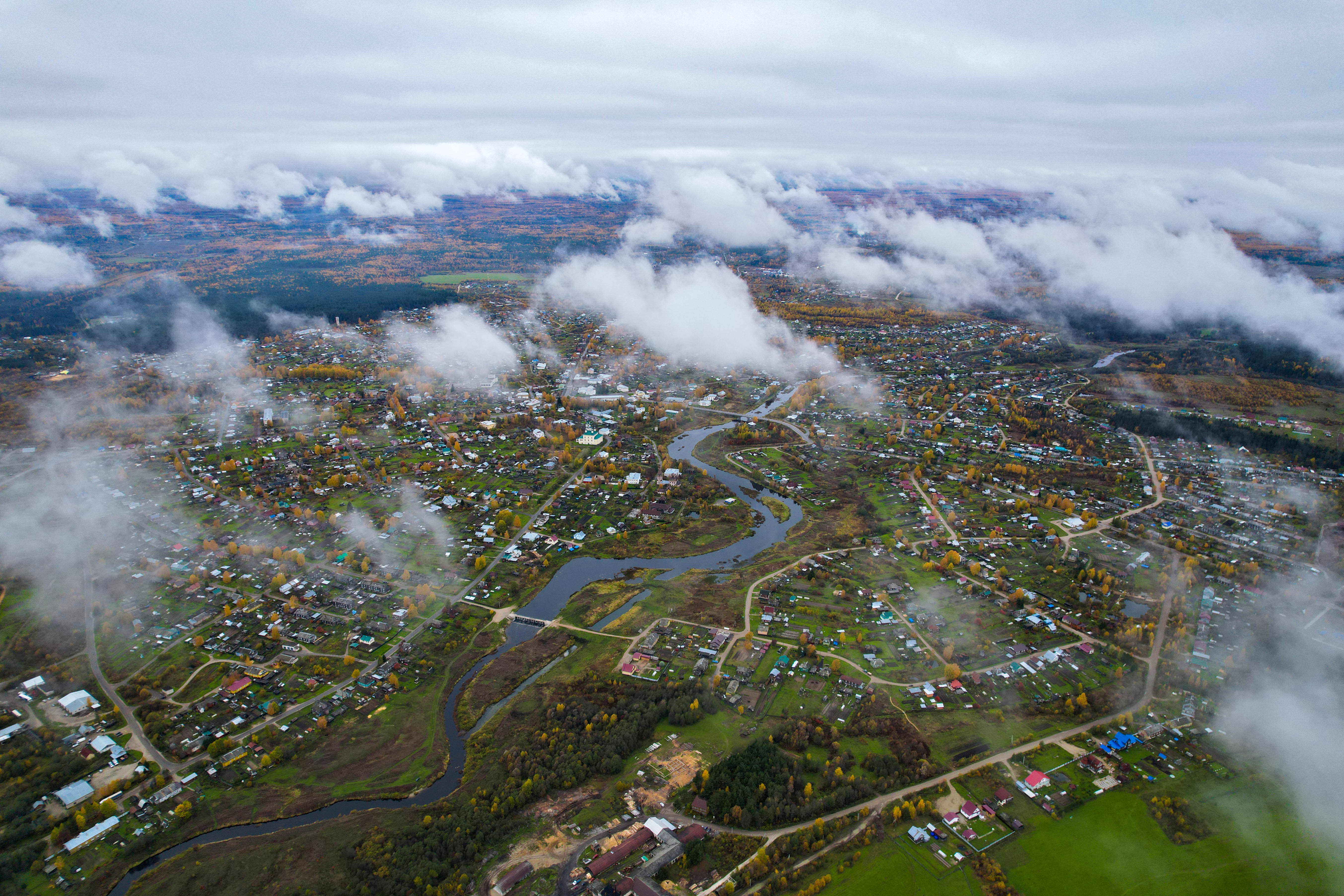
Река Кострома. Осень 2021 г.
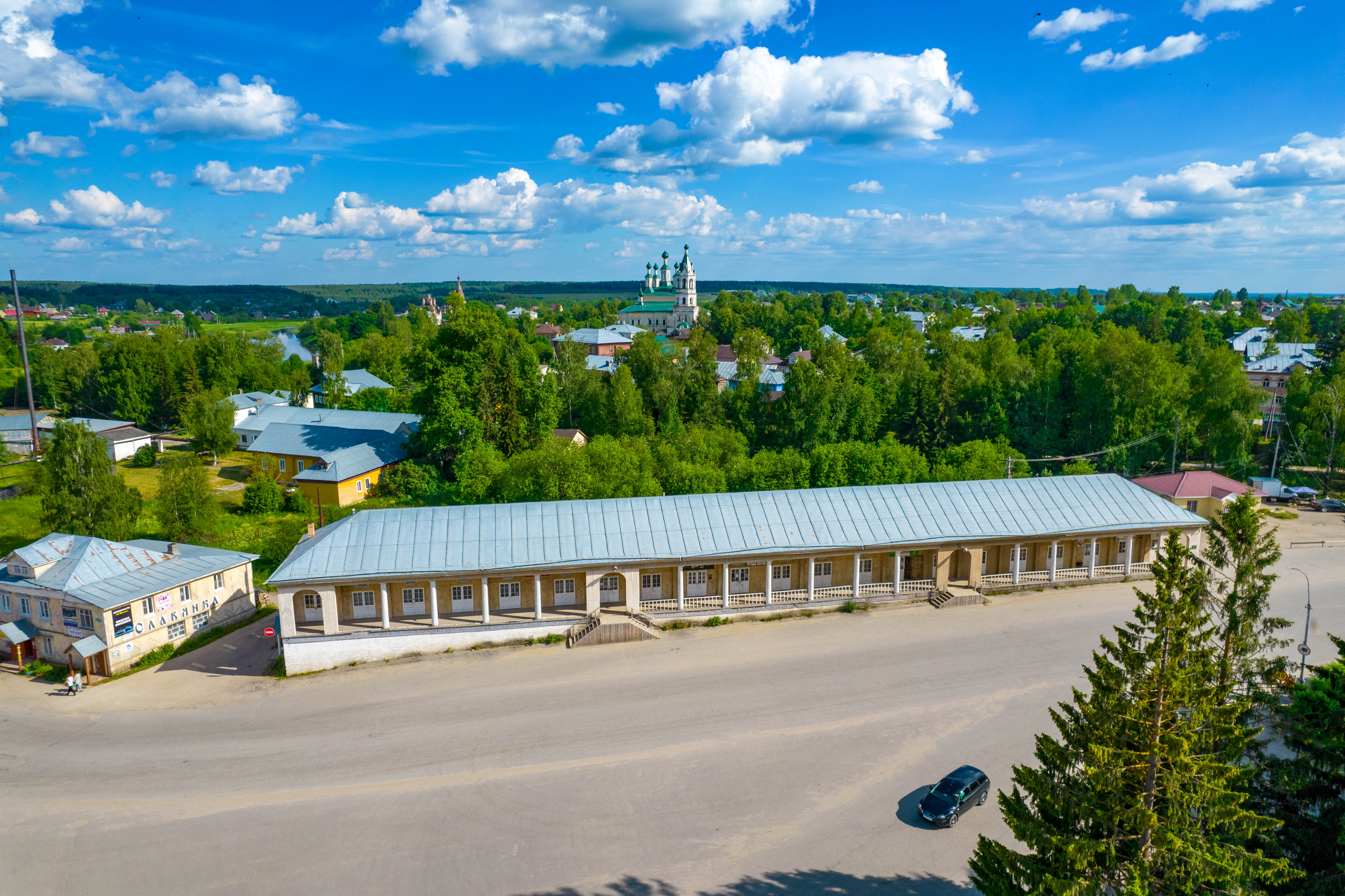
Новые торговые ряды
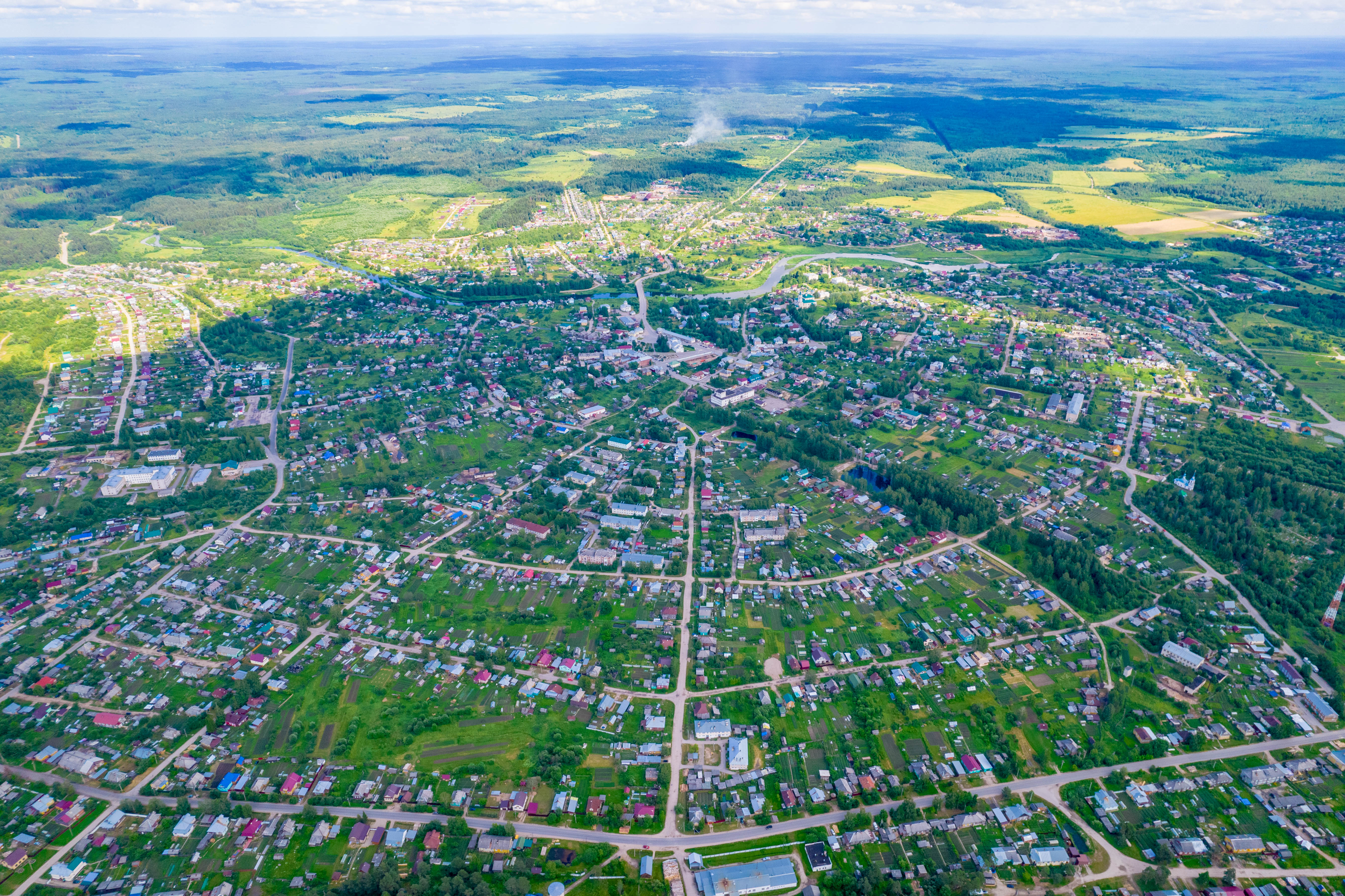
Общий вид на город
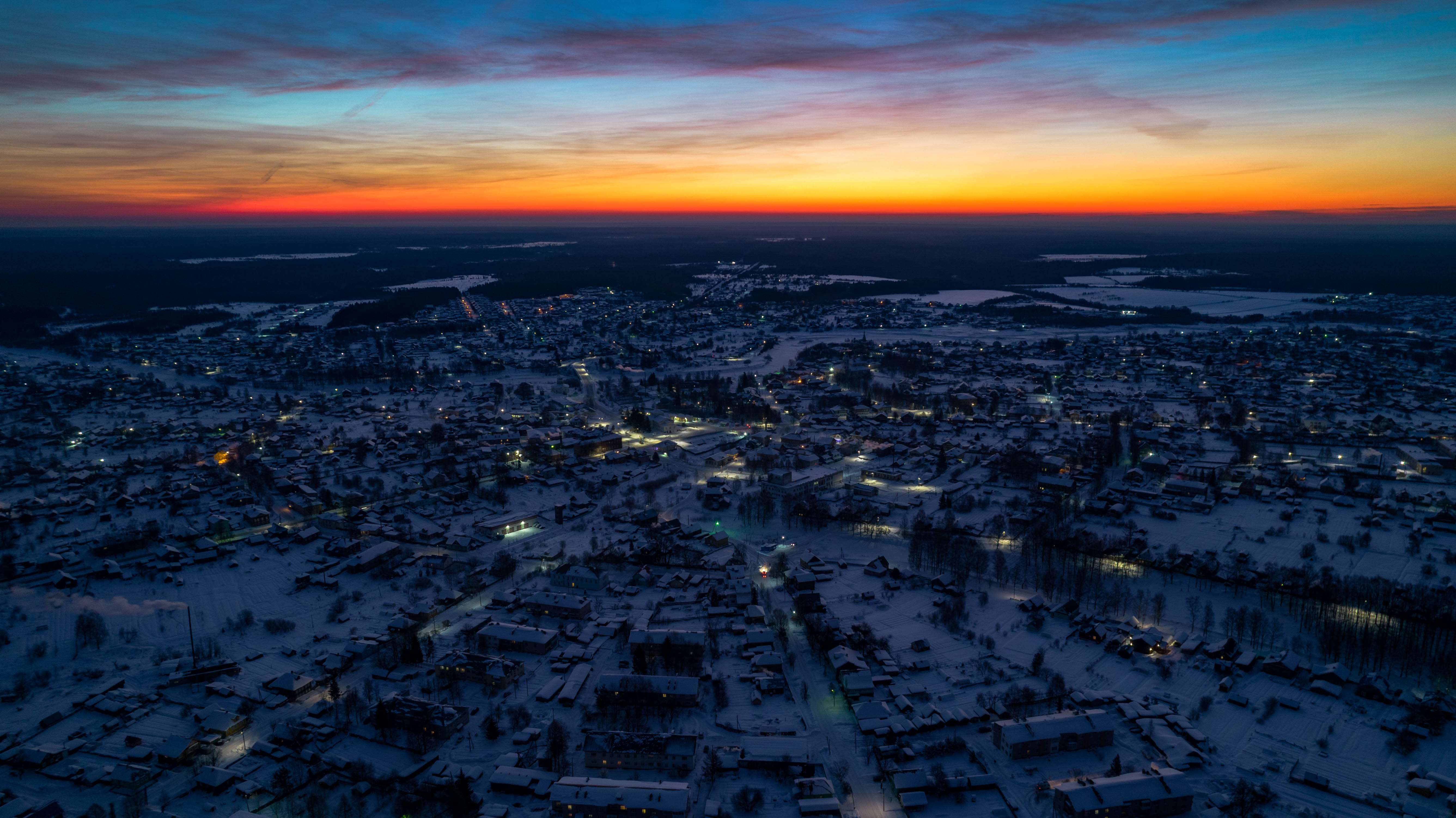
Вид на город зимой
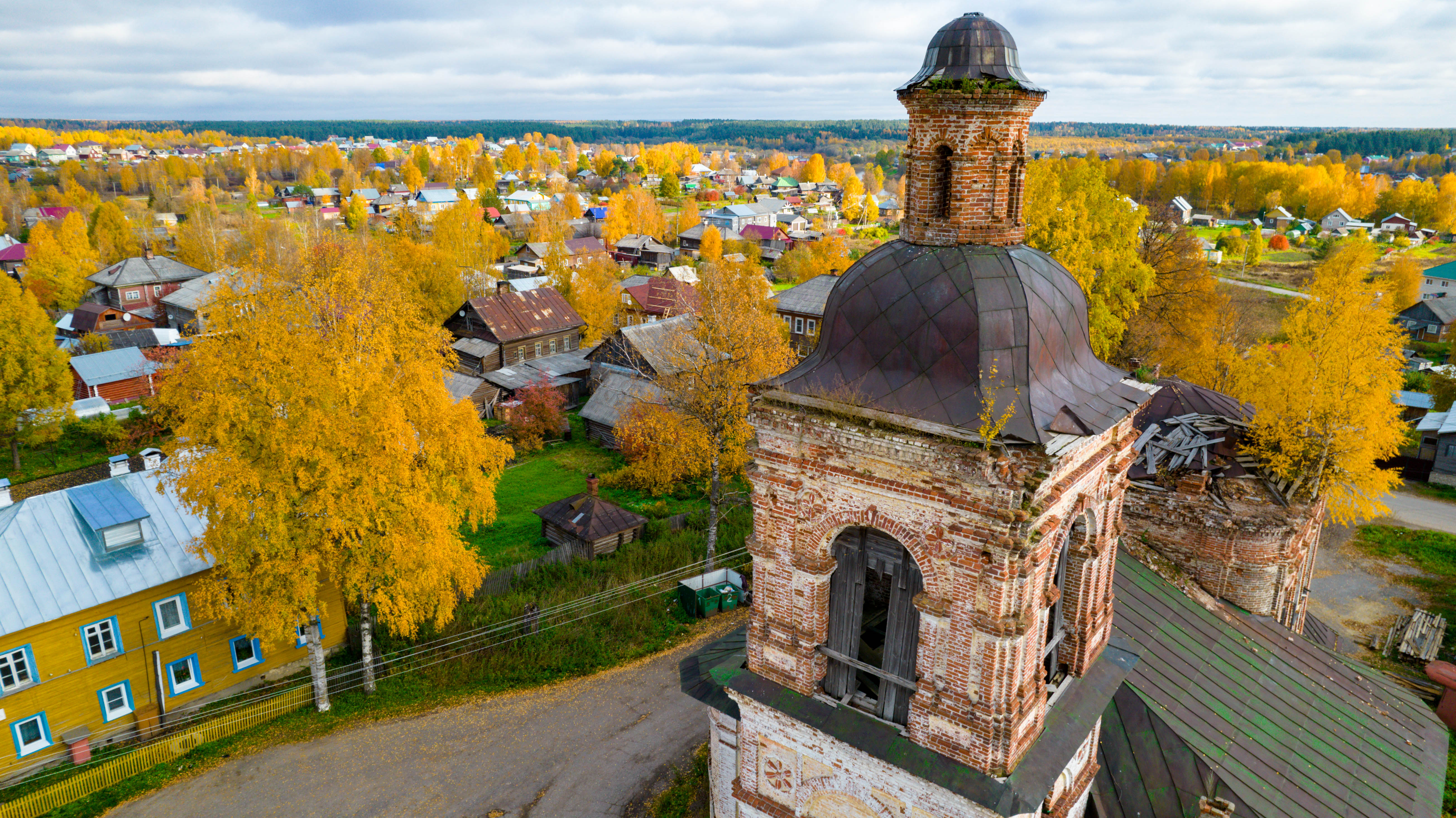
Церковь Входа Господня в Иерусалим
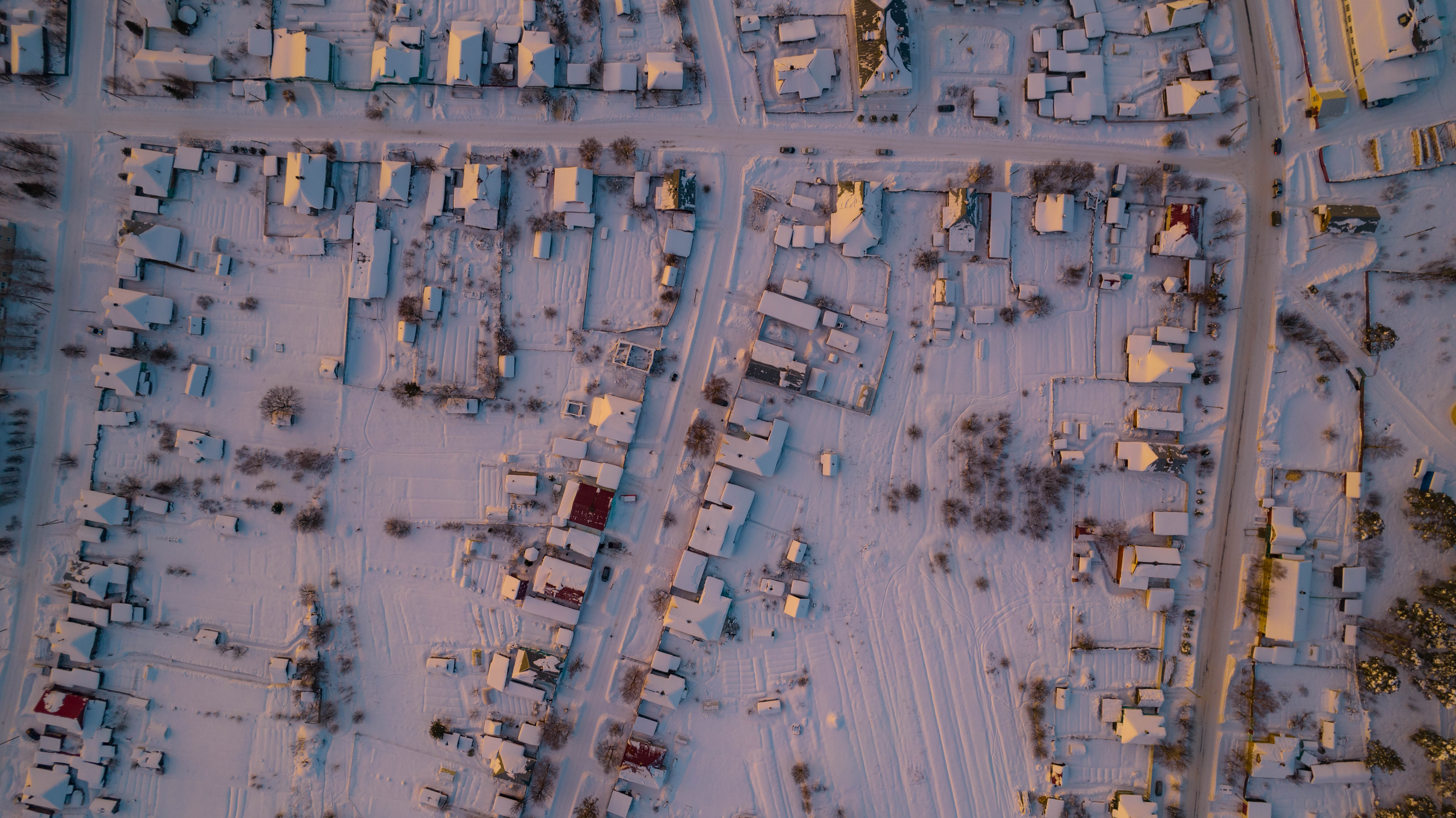
Заснеженный город